# Talayot

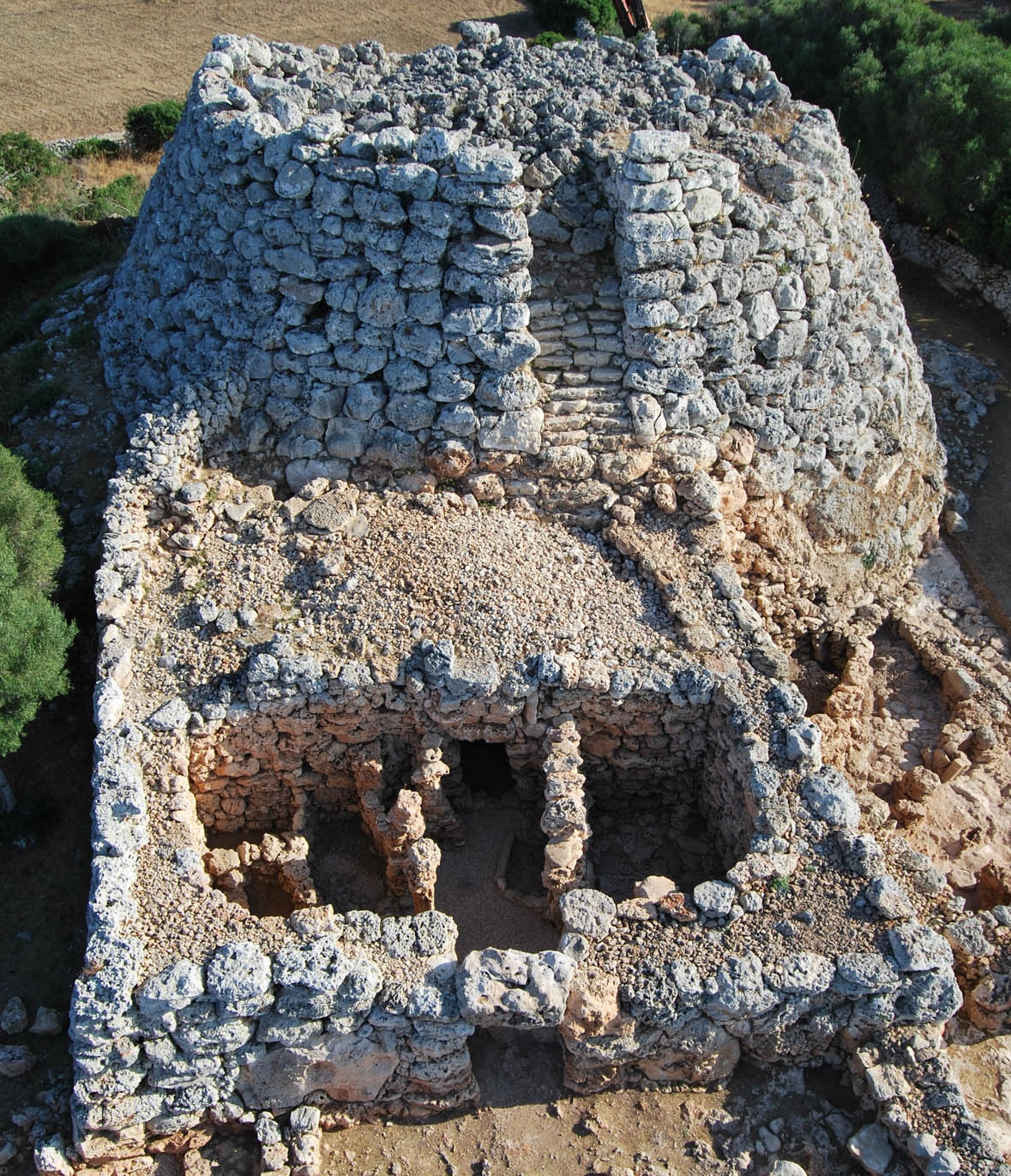
Talayot tronconique de Cornia Nou, Minorque.

Un talayot est une construction préhistorique, en forme de tour, propre aux îles de Majorque et de Minorque, en Espagne, où l'on en dénombre près de 300. Si leur fonction principale demeure inconnue, elles constituent toutefois un véritable marqueur de l'Âge du bronze (début du Ier millénaire av. J.-C.) dans les îles Baléares, donnant ainsi leur nom à la culture talayotique.

## Étymologie
Le nom talayot (du terme catalan « talaiot ») est un diminutif populaire désignant les « atalayas », petites tours en pierre visibles exclusivement sur les îles de Majorque et de Minorque. 

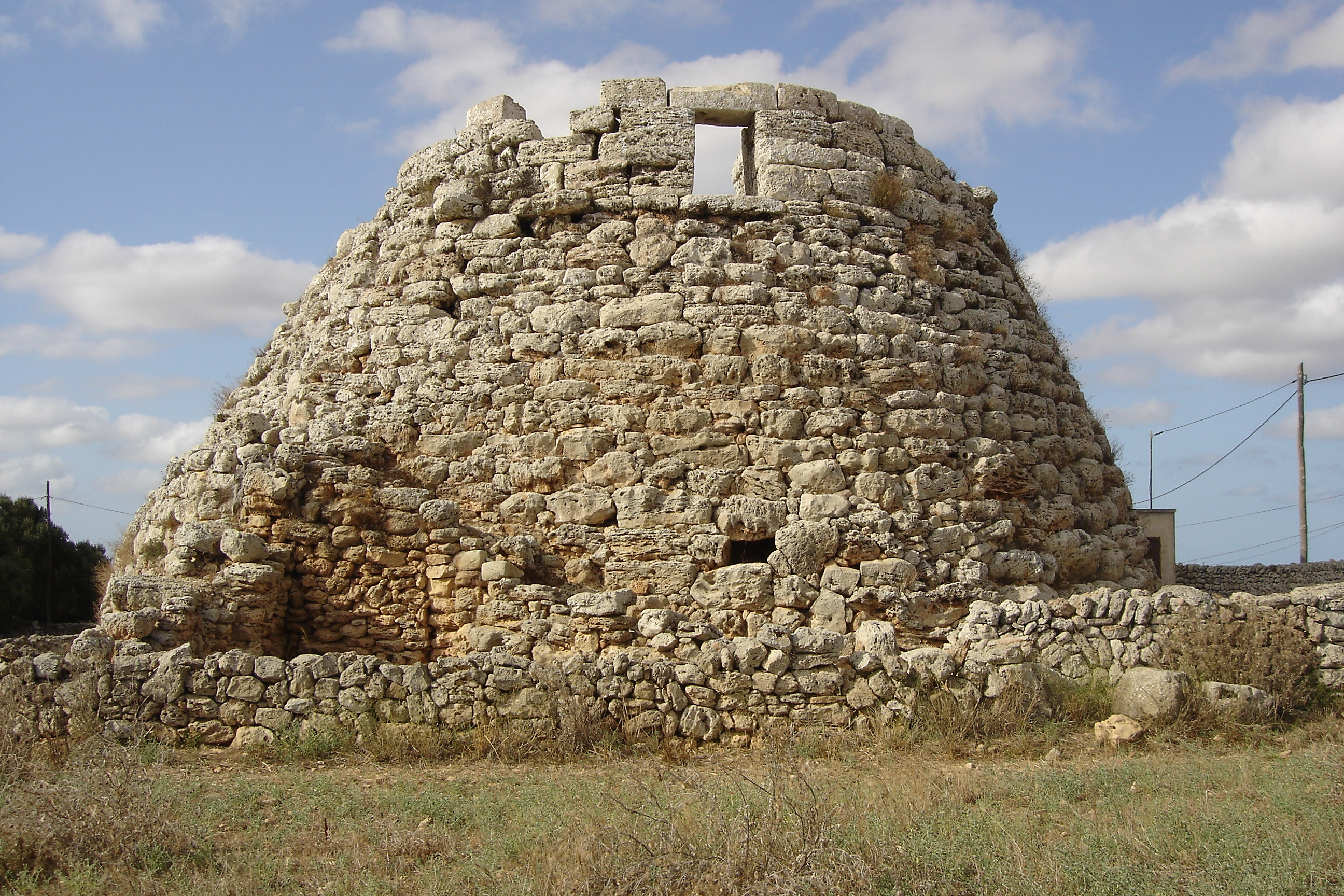
Talayot tronconique de Torelló, Minorque.

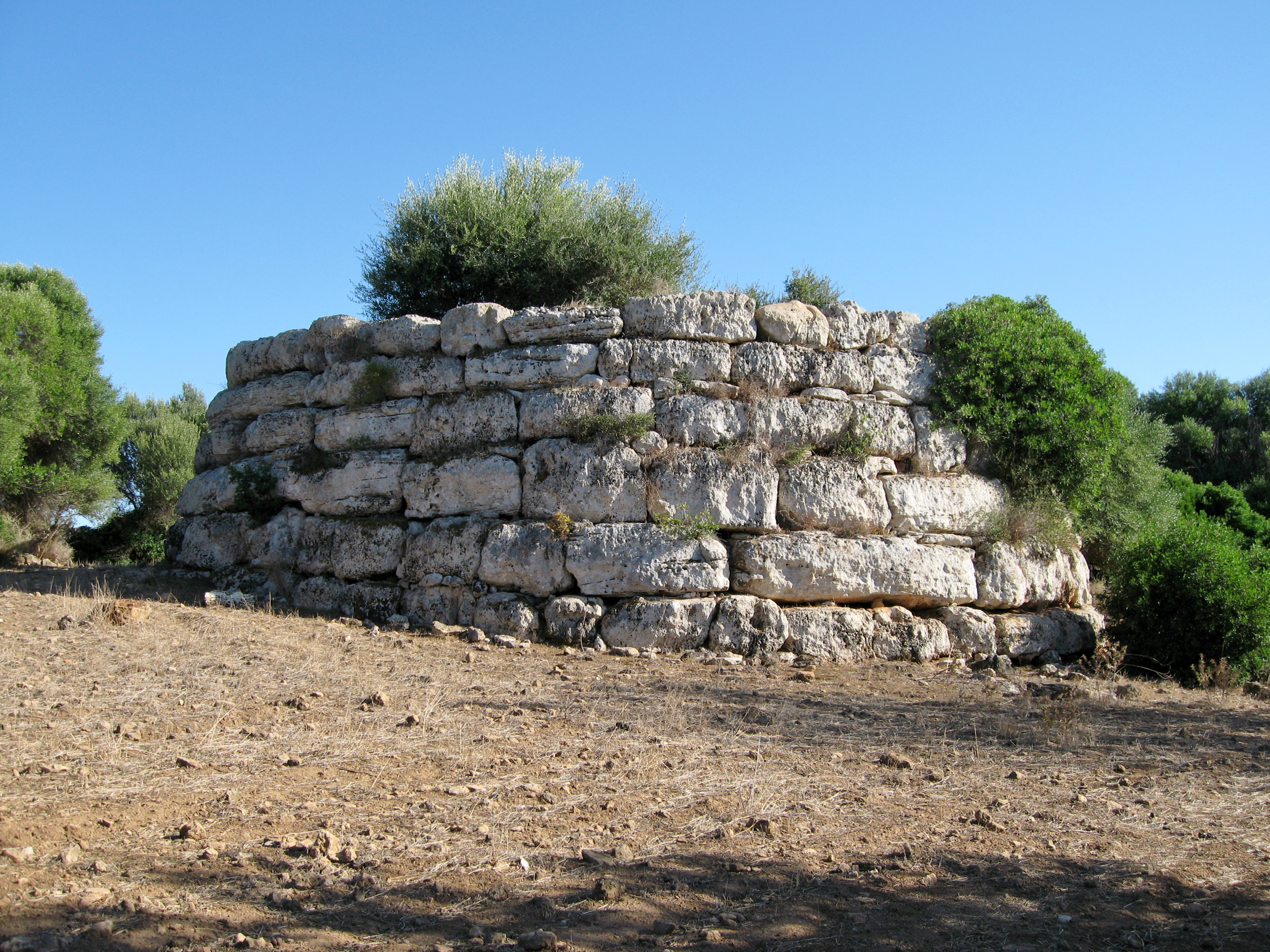
Talayot circulaire de Sa Canova, Majorque.

## Architecture
Le talayot est un édifice construit en appareil cyclopéen avec de grands blocs assemblés sans mortier, semblable au nuraghe de Sardaigne et à la torra de Corse. Bien que le monument soit généralement de forme tronconique, la grande variabilité des formes observées ne permet pas de définir un talayot type. Les édifices différant aussi selon leur taille, leur plan interne ou leur emplacement, toute tentative de typologie demeure assez vaine bien qu'on distingue généralement deux grands ensembles assez homogènes, les talayots de plan circulaire et les talayots de plan quadrangulaire, avec des spécificités propres à Majorque ou à Minorque. 

### Talayots de plan circulaire
C'est la forme de talayot la plus commune à Majorque et la seule connue à Minorque. L'architecture du talayot circulaire est celle d'une tour cyclopéenne, de plan circulaire à elliptique, avec une élévation tronconique. À Majorque, les diamètres varient de 7 à 17 m mais la plupart des constructions sont comprises entre 10 m et 11 m.  À Minorque, la taille moyenne des talayots circulaires est bien supérieure, les plus grands (Trepucó, Torelló, Cornia Nou) atteignant environ 26 m de diamètre. L'accès intérieur se fait par une unique porte basse (entre 1 m et 1,5 m de hauteur). Les talayots circulaires renferment une chambre intérieure, généralement de forme circulaire, d'une surface comprise entre 13,8 m2 et 50 m2 au centre de laquelle s’élève une grande colonne polylithique dite de « type méditerranéen » (dont la base est plus étroite que le sommet). Cette colonne sert de support à la toiture ou au plancher d'un étage supérieur, composé de dalles en pierre (Son Fornés) ou d'un assemblage de poutres en bois, de branches, de pierres et de boue. La plupart des talayots minorquins ne disposent pas d'un espace utile en rez-de-chaussée : le corps central de l'édifice est un massif en pierre, pouvant éventuellement comporter de petites niches, entouré d'un couloir circulaire et la seule pièce utilisable est située à l'étage. Le mode d'accès à la partie supérieure du talayot est aussi très variable : rampe (Binicodrell de Dalt) ou escalier (intérieur ou extérieur au monument), échelle en bois, accès en escaladant les murs. Enfin, plusieurs talayots minorquins incluent dans leur structure des couloirs ne menant nulle part ou à une porte, située au sommet de l'édifice côté sud et ouvrant sur le vide.

### Talayots de plan quadrangulaire
Ils n'ont été documentés que sur l'île de Majorque et très peu de talayots de ce type ont été fouillés. Leurs dimensions varient de 5,7 à 14,7 m de côté mais leur schéma de construction présente moins de variabilité que les talayots de plan circulaire. Comme les talayots circulaires, les talayots quadrangulaires comportent une chambre inférieure et éventuellement une chambre supérieure à l'étage (Capocorb Vell n°3 et n°4, S'Hospitalet Vell). Certains possèdent une chambre avec une configuration très particulière, en forme de « U », où en l'absence d'une colonne centrale, c'est un large mur qui sert de support aux dalles qui couvrent la chambre inférieure (Capocorb Vell). 

## Essais d'interprétation

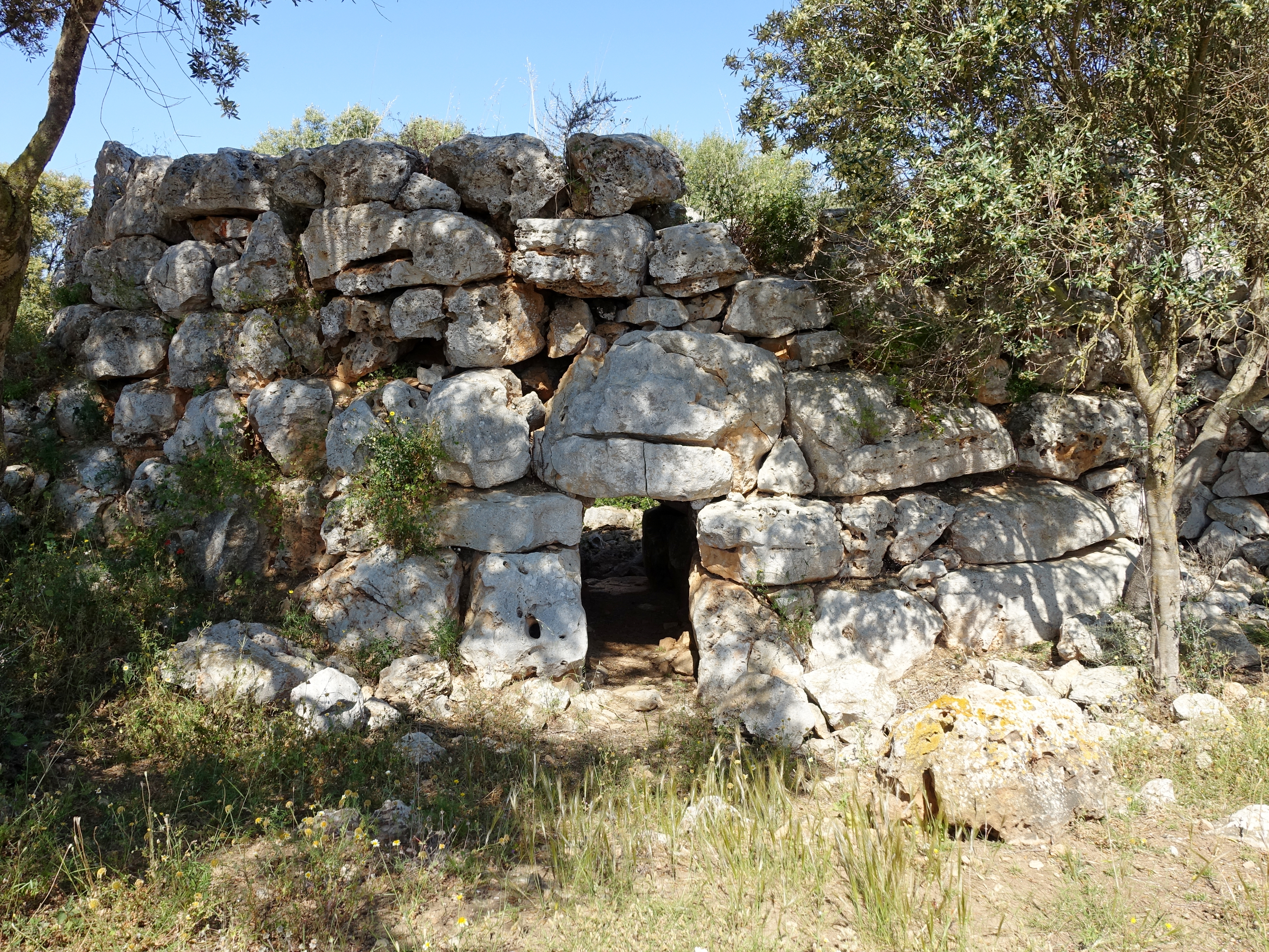
Entrée du talayot « Joana », à Es Antigors (Majorque).

Les talayots sont édifiés au sein de villages plus ou moins grands mais certains sont isolés. Les grands villages peuvent comporter plusieurs talayots (Capocorb Vell, S'Illot, Son Fornés,Torre d'en Galmés, Torelló...).
Dans son ouvrage Histoire naturelle et civique de l'Isle de Minorque publié en 1752, l'officier anglais John Armstrong estime que les talayots sont destinés à marquer l'emplacement des tombes des personnages importants et qu'accessoirement ils servent de tours de surveillance et de communication étant souvent covisibles entre eux. En 1818, Joan Ramis dans Antigüedades célticas de la isla de Minorque réaffirme l'opinion selon laquelle les talayots seraient les tombes de personnage importants, les monuments les plus petits étant selon lui réservés aux femmes et aux enfants, mais il récuse la fonction de tour de guet. En 1892, Émile Cartailhac recense toutes les hypothèses précédemment émises sur le rôle des talayots et les récuse une à une : compte tenu de leur architecture ouverte, les talayots ne peuvent correspondre à des ouvrages défensifs ; le volume réduit des espaces intérieurs ne permet pas de les utiliser ni comme habitat ni comme lieu de stockage ; quant à l'usage funéraire, il doit être exclu en l'absence de découverte de restes humains (fonction par ailleurs dévolue aux navetas). Dans la première moitié du XXe siècle, la thèse la plus couramment admise accorde alors aux talayots une fonction funéraire principale et une fonction secondaire de tour de guet ou d'édifice de prestige. Dans les années 1960, l'archéologue Maria Lluïsa Serra, en observant la destruction d'un talayot, suggère que l'édifice n'avait aucun usage funéraire et servait uniquement de piédestal à la maison du chef du village installée sur la plateforme terminale.  
A ce jour, peu de monuments ont été fouillé et les quelques fouilles entreprises n'ont apporté aucun résultat significatif en dehors de leur période de construction au Ier millénaire av. J.-C.. Les objets découverts lors de fouilles archéologiques sont pour la plupart des outils destinés à la transformation des matières premières, d'origine animales ou végétales  : meules, mortiers, poinçons, percuteurs... A contrario, la faible présence des armes est significative si l'on considère que celles-ci sont des symboles de l'existence d'une classe dominante. Si la fonction défensive peut sembler logique compte tenu de l'épaisseur des murs, elle doit cependant être exclue car la plupart des talayots ont été édifiés dans des endroits inadaptés à la défense. Selon M. Fernández-Miranda, l'existence d'une hiérarchie sociale au sein de la société talayotique n'est pas prouvée et les talayots pourraient avoir eu uniquement une fonction utilitaire de productions domestiques et de surveillance du bétail. La fonction principale des talayots demeure donc inconnue mais leur utilisation, à titre secondaire, comme tour de guet et de communication est généralement admise.